# Бронепалубные крейсера типа «Форбин»
Бронепалубные крейсера типа «Форбин» — серия крейсеров III класса французского флота, построенная в 1880-х — 1890-х гг. Своим появлением обязаны небронированному крейсеру «Милан», чьим развитием являлись, и морскому министру Гиацинту Обу, стороннику идей «Молодой школы». Стали первыми серийными французскими крейсерами III класса, но всё равно несколько отличались друг от друга. Всего было построено 3 единицы: «Форбин» (фр. Forbin), «Сюркуф» (фр. Surcouf), «Коэтлогон» (фр. Coetlogon).

## Служба
- «Форбин» — заложен в мае 1886 года на верфи ВМФ в Рошфоре, спущен 14 января 1888 года, в строю с февраля 1889 года.
- «Сюркуф» — заложен в мае 1886 года на верфи ВМФ в Шербуре, спущен в октябре 1888 года, в строю с 1890 года.
- «Коэтлогон» — заложен в 1887 года на верфи Ateliers de St. Nazaire — Penhoet в Сен-Назере, спущен 3 декабря 1888 года, в строю с 1894 года. Длительный срок постройки был вызван серьёзной аварией на испытаниях, после чего пришлось полностью заменить всю энергетическую установку. Списан в 1906 году.[2]

## Оценка проекта
Вдохновитель идеи малых бронепалубных крейсеров Гиацинт Об считал их идеальными разведчиками и истребителями вражеской торговли. Однако реальные боевые качества французских бронепалубных крейсеров III класса невысоко оценивались уже современниками. Несмотря на внешне грозный вид они страдали множеством недостатков. Вооружение крейсеров оказалось очень слабым, особенно с учётом размещения артиллерии основного калибра, позволявшее вести огонь на борт лишь половиной стволов. Стрельба на максимальной скорости не представлялась возможной из-за сильной вибрации корпуса и машин, грозившей авариями. Сама же скорость около 20 узлов по меркам 1890-х годов отнюдь не гарантировала безопасности. Ввиду этого, наличие огромного тарана у крейсеров представлялось совершенно бессмысленным, так как крейсера наверняка были бы остановлены при попытке таранного удара вражеской артиллерией.
Вероятно единственной возможностью использовать эти крейсера с пользой в серьёзной войне — применение их в качестве минных заградителей, так как почти все эти крейсера имела возможность нести до 150 морских мин. Но к моменту вступления Франции в Первую мировую войну её оставшиеся в строю бронепалубные крейсера III класса уже успели безнадёжно устареть.